# Tolomeo II in granito (SCA 1001)
Il colosso di Tolomeo II in granito (SCA 1001) è un'antica statua egizia di dimensioni colossali, frammentaria, raffigurante il faraone Tolomeo II (282–246 a.C.) della Dinastia tolemaica (XXXIII dinastia egizia). Altri studiosi identificano il sovrano ritratto con un anonimo re tolemaico successivo al regno di Tolomeo V (204–180 a.C.), in particolare, sono stati ipotizzati Tolomeo IX e Tolomeo X, morto nell'88 a.C.. L'attribuzione è incerta in quanto l'opera non reca alcuna iscrizione che possa determinarne l'identificazione. Il suo peso è di 12 tonnellate.
La statua è completamente mancante dalle ginocchia in giù, come sono andanti perduti i lati del copricapo nemes e gli occhi; inoltre, i tratti somatici del viso risultano quasi completamente erosi. Fu infatti rinvenuta il 4 ottobre 1995, sul fondale marino al largo di Alessandria d'Egitto, non lontano dal castello di Qaitbay, da parte di un team di archeologi subacquei guidati da Jean-Yves Empereur del Centre d’Études Alexandrines (CEAlex).
Secondo una consolidata tradizione della ellenistica dinastia tolemaica, il sovrano è ritratti nell'antico stile egizio dei millenni precedenti: sembra muovere un passo con il piede sinistro, la sua posa è rigida e imperturbabile, indossa il tipico gonnellino, il copricapo faraonico nemes e la doppia corona (pschent) dell'Alto e Basso Egitto. Ciocche di capelli spuntano dal bordo del copricapo, fenomeno assai comune nelle effigi reali successive, appunto, a Tolomeo V. La bocca, forse originariamente carnosa, sembra pesantemente piegata verso il basso (come in una notevole testa di Tolomeo XV Cesare, sempre dalle acque di Alessandria) in un'espressione "imbronciata" tipica del I secolo a.C. Questi sono gli elementi che hanno portato alcuni ad ascrivere l'opera all'epoca di Tolomeo IX e X.
Questo colosso faceva parte di un set di cinque enormi statue di sovrani (tre uomini e due donne) erette di fronte al celebre Faro di Alessandria. In ossequio all'impegno di Tolomeo II nello sviluppo della antica Biblioteca di Alessandria, in anni recenti il suo colosso è stato posizionato di fronte alla moderna Bibliotheca Alexandrina.